# Roberto Bonomi

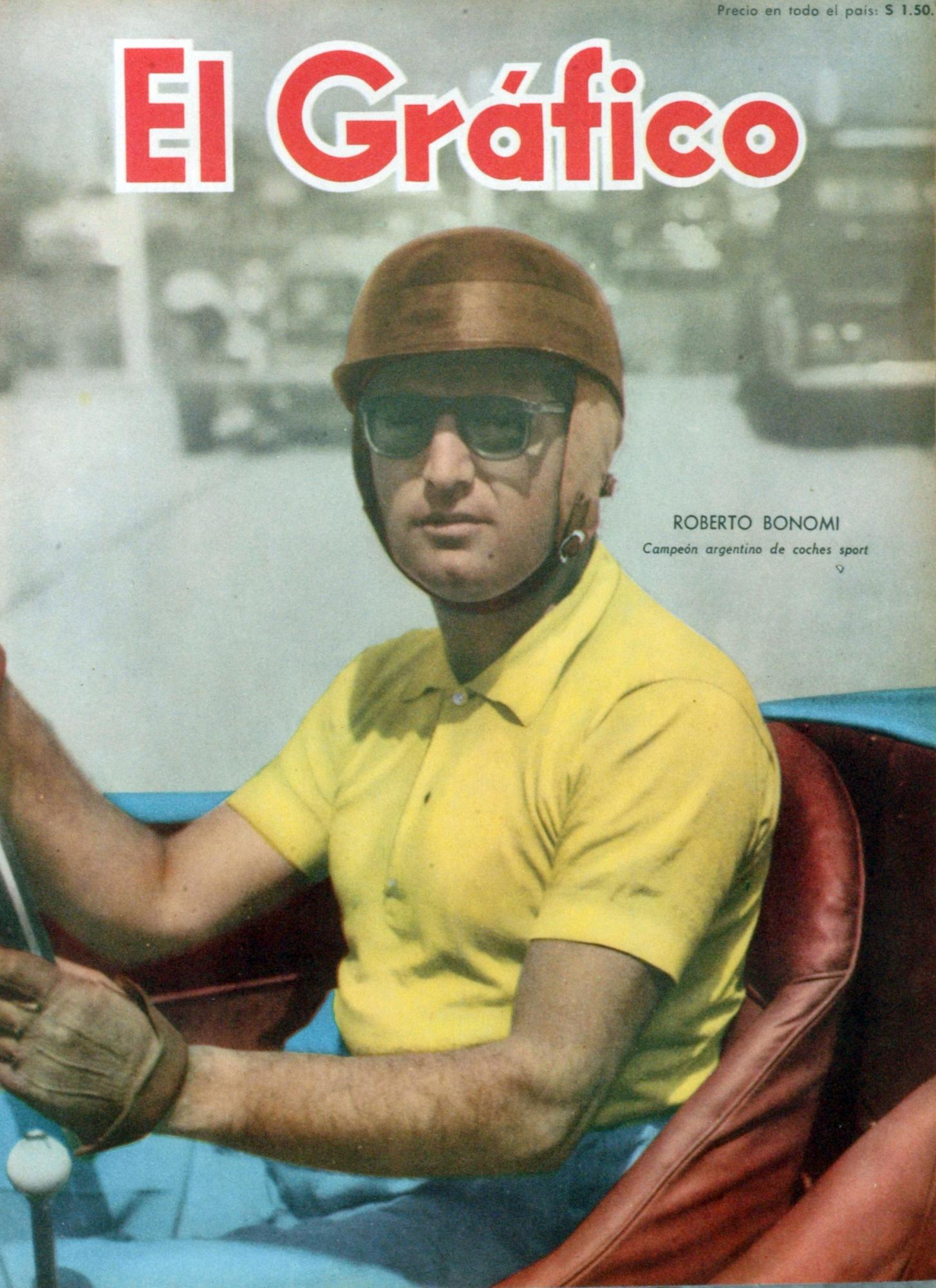
Roberto Bonomi

Roberto Wenceslao Bonomi Oliva (Buenos Aires, 30 september 1919 – aldaar, 10 januari 1992) was een Formule 1-coureur. Hij reed 1 Grand Prix, de Grand Prix van Argentinië van 1960 voor het team Scuderia Centro Sud waarin hij als 11e eindigde.